# Obchodní dům Breda
Obchodní dům Breda je obchodní dům, postavený ve čtvrti Město v Opavě (okres Opava) v letech 1927–1928 firmou Breda & Weinstein. Autorem projektu byl vídeňský architekt Leopold Bauer, který pocházel ze slezského Krnova.Zadavatelem stavby byl majitel firmy, podnikatel David Weinstein. Ve své době to byl největší obchodní dům v Československu.

## Historie
[potřebuje aktualizovat]
Historie Bredy se začíná psát roku 1898. Obchodní dům, jak jej známe dnes, však vznikl až přestavbou původní stavby v letech 1927–1928. Tehdy se jeho provozovatel, firma Breda & Weinstein, rozhodl oslovit vídeňského architekta a profesora tamější Akademie, krnovského rodáka Leopolda Bauera, aby jim vystavěl nové prostory k obchodování. Bauer navrhl postavit stavbu, která byla největším obchodním domem v tehdejším Československu. Breda si své prvenství, ovšem pouze v rámci Ostravského kraje, držel až do 60. let 20. století. Obchodní dům několikrát ve své historii změnil název. Poprvé byl přejmenován v roce 1945 na Průkopník, později na Prior. Tento název mu vydržel až do roku 1989, kdy se vrátil k původnímu názvu. V roce 1994 jej v rámci privatizace získal opavský podnikatel Kamil Kolek. V roce 2004 dům vyhořel a proběhla rozsáhlá rekonstrukce. V posledních letech se Breda potýká s nemalými problémy. V roce byl 2012 obchodní dům uzavřen a ponechán mimo provoz. V jeho těsné blízkosti na místě bývalého opavského pivovaru vzniklo nové obchodní centrum Breda & Weinstein.

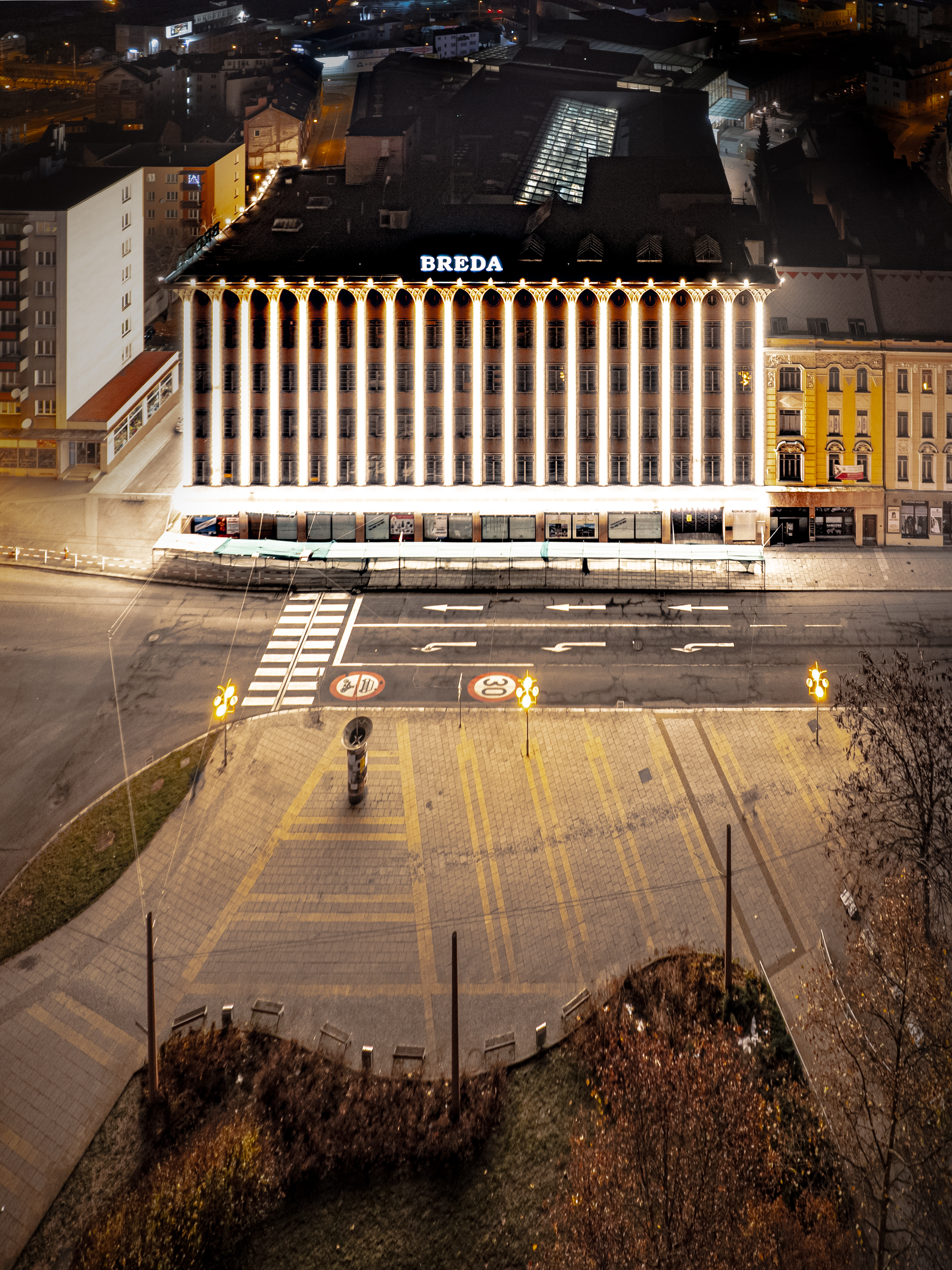
Breda v prosinci 2021

Budova původního obchodního domu chátrala a zatékalo do ní. Pokusu o záchranu budovy se ujala skupina místních nadšenců. Ve spolupráci se slezským rodákem, výtvarníkem Kurtem Gebauerem začali organizovat prohlídky tohoto památkově chráněného objektu a prostřednictvím crowdfundingového portálu uspořádali finanční sbírku, díky níž na nejnutnější záchranné práce  získali více než půl miliónu korun.
V sobotu 27. listopadu 2021 byla po 17 letech slavnostně obnovena tradice vánočního rozsvícení fasády obchodního domu Breda. Vedení města zvažuje možnost odkoupení bývalého obchodního domu s tím, že budova by mohla sloužit pro kulturní a společenské potřeby občanů. V minulosti se objevila také myšlenka, že by zde mohla být mimo jiné zřízena i expozice, věnovaná životu a dílu známé spisovatelky a ochránkyně zvířat Joy Adamsonové, která pocházela z Opavy.
Chvíli na to, 6. prosince 2021 schválilo zastupitelstvo města Opavy koupi obchodního domu Breda. Cena za transakci činí 40 milionů korun, celkové odhadované náklady na rekonstrukci by se měly pohybovat okolo 300 milionů korun. Projekt rekonstrukce počítá se vznikem celoroční tržnice a s prostory pro komerční využití ve dvou ze šesti patrech, další patro by město využilo pro komunitní centrum. Další dvě patra budou obsahovat galerie, jedna bude sestavena z afrických sbírek cestovatele Jiřího Blaty, další vznikne ve spolupráci s Institutem výtvarné fotografie.

## Popis budovy
Obchodní dům se nachází v samotném centru Opavy, v blízkosti zastávky MHD a největšího opavského hotelu Koruna, na křižovatce ulic Olbrichovy, Krnovské a Olomoucké.
Stavba nese jasné znaky inspirace americkou architekturou, zvláště pak dílem architekta Louise H. Sullivana. Obchodní dům byl vyprojektován jako nárožní budova s pěti nadzemními a dvěma podzemními patry. Skelet je železobetonový, vyplněný zdivem. Přízemí je členěno pilíři, zvenčí jsou vsazeny výkladní skříně, patra jsou osazena obdélníkovými okny. Vrchol stavby zdobí lunetová římsa s lomenými oblouky a kruhovými okny v pátém nadzemním podlaží. Střecha budovy je rovná. Hlavní průčelí je dvanáctiosé, západní má deset os. V pravé části průčelí je vchod, který pokračuje pasáží. Středobodem celé stavby je pak skleněná hala. Z přízemní části haly vede dřevěné dvouramenné schodiště až pod radiálními žebry členěnou kupoli, vyplněnou luxferami. Zde, ve druhém podlaží, se také nachází otevřená galerie s dřevěným parapetem. Vrchol zastřešující kopule tvoří roseta s geometrickou kružbou.